# Zoë Saldana
Zoë Yadira Zaldaña Nazario  (Passaic (New Jersey), 19 juni 1978) is een Amerikaans actrice. Haar naam wordt op de titelrol op verschillende manieren geschreven: als Zoë Saldana, Zoe Saldana, Zoë Saldaña en Zoe Saldaña. Haar volledige naam is Zoë Yadira Zaldaña Nazario.

## Biografie
Saldana werd geboren in New Jersey en groeide op in Queens, New York. Toen ze tien jaar oud was verhuisde ze met haar ouders naar de Dominicaanse Republiek. Daar begon ze aan een opleiding dans en ballet. Op haar zeventiende keerde ze terug naar de Verenigde Staten en begon een carrière als actrice.

## Persoonlijk
Saldana is getrouwd en heeft drie zonen, waaronder een tweeling.

## Carrière
In 1999 was Saldana te zien in de televisieserie Law & Order, haar eerste rol voor televisie. Een jaar later speelde ze in Center Stage, een film over twaalf jonge dansers van verschillende achtergrond op een balletschool. Ze was ook te zien in onder meer de films Drumline, Crossroads, Pirates of the Caribbean: The Curse of the Black Pearl, The Terminal van regisseur Steven Spielberg, Guess Who en Vantage Point. Ze is ook te zien in de Avatar-sciencefictionfilms van regisseur James Cameron als Neytiri en in de Marvel Cinematic Universe filmreeks als Gamora.
Ze kreeg de rol van Uhura in de Star Trek-films van 2009 tot 2016. In 2018 kreeg ze een ster op de Hollywood Walk of Fame.